# Epigynopteryx termininota
Epigynopteryx termininota là một loài bướm đêm trong họ Geometridae.